# Orliac-de-Bar
Pour les articles homonymes, voir Orliac (homonymie).
Orliac-de-Bar (Orlhac de Bar en occitan) est une commune française située dans le département de la Corrèze en région Nouvelle-Aquitaine.

## Géographie
Commune limitée à l'ouest par la Vimbelle, et par ses affluents, la Douyge au nord et la Menaude au sud.

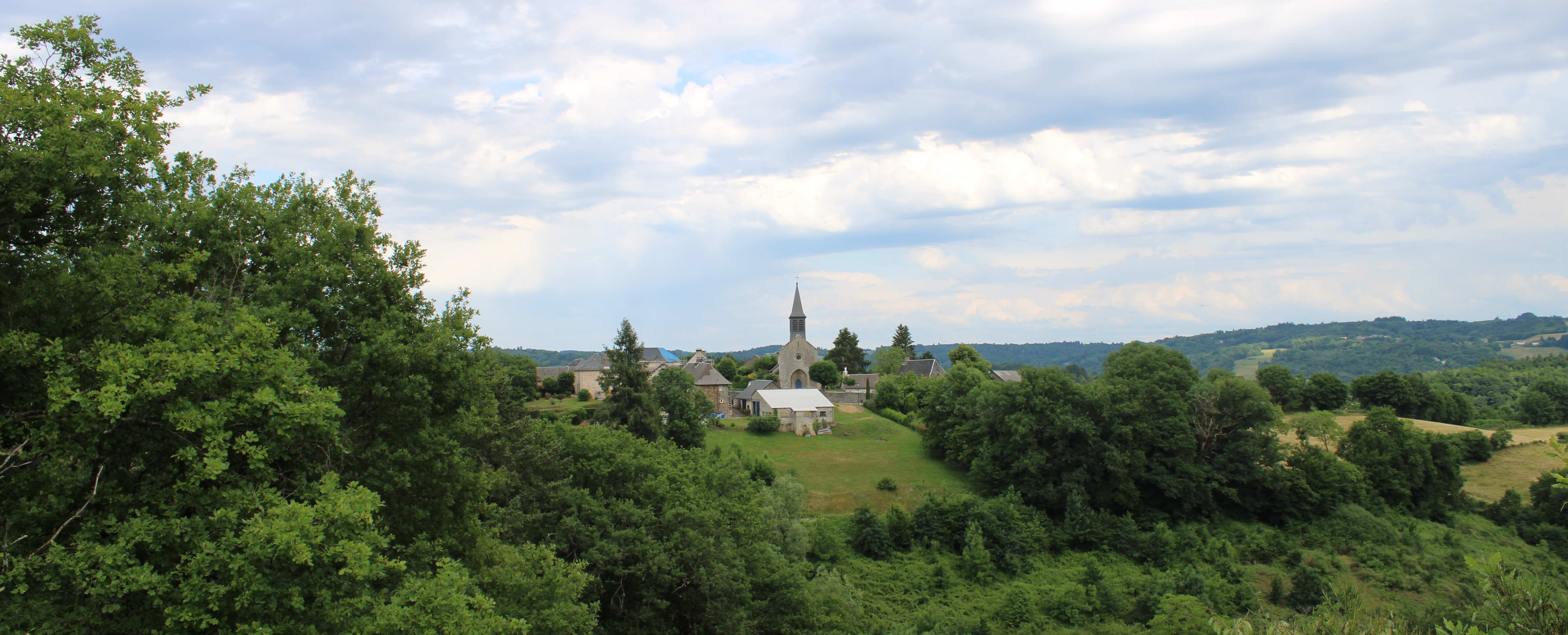
Panorama du village.

### Communes limitrophes
Les communes limitrophes sont  Bar, Beaumont, Corrèze, Meyrignac-l'Église, Saint-Augustin et Saint-Salvadour.

### Climat
Pour des articles plus généraux, voir Climat de la Nouvelle-Aquitaine et Climat de la Corrèze.
Historiquement, la commune est exposée à un climat montagnard.  
En 2020, Météo-France publie une typologie des climats de la France métropolitaine dans laquelle la commune est exposée à un climat de montagne et est dans la région climatique  Ouest et nord-ouest du Massif Central, caractérisée par une pluviométrie annuelle de 900 à 1 500 mm, maximale en automne et en hiver.
Pour la période 1971-2000, la température annuelle moyenne est de 11,5 °C, avec  une amplitude thermique annuelle de 15,3 °C. Le cumul annuel moyen de précipitations est de 1 281 mm, avec 13,3 jours de précipitations en janvier et 8 jours en juillet. Pour la période 1991-2020, la température moyenne annuelle observée sur la station météorologique la plus proche, située sur la commune de Tulle à 11 km à vol d'oiseau, est de 12,1 °C et le cumul annuel moyen de précipitations est de 1 236,1 mm,. Pour l'avenir, les paramètres climatiques de la commune estimés pour 2050 selon différents scénarios d’émission de gaz à effet de serre sont consultables sur un site dédié publié par Météo-France en novembre 2022.

## Urbanisme

### Typologie
Au 1er janvier 2024, Orliac-de-Bar est catégorisée commune rurale à habitat très dispersé, selon la nouvelle grille communale de densité à 7 niveaux définie par l'Insee en 2022.
Elle est située hors unité urbaine. Par ailleurs la commune fait partie de l'aire d'attraction de Tulle, dont elle est une commune de la couronne,. Cette aire, qui regroupe 43 communes, est catégorisée dans les aires de moins de 50 000 habitants,.

### Occupation des sols
L'occupation des sols de la commune, telle qu'elle ressort de la base de données européenne d’occupation biophysique des sols Corine Land Cover (CLC), est marquée par l'importance des forêts et milieux semi-naturels (58,4 % en 2018), une proportion sensiblement équivalente à celle de 1990 (58,5 %). La répartition détaillée en 2018 est la suivante : 
forêts (58,4 %), prairies (28,4 %), zones agricoles hétérogènes (13,2 %).
L'évolution de l’occupation des sols de la commune et de ses infrastructures peut être observée sur les différentes représentations cartographiques du territoire : la carte de Cassini (XVIIIe siècle), la carte d'état-major (1820-1866) et les cartes ou photos aériennes de l'IGN pour la période actuelle (1950 à aujourd'hui).

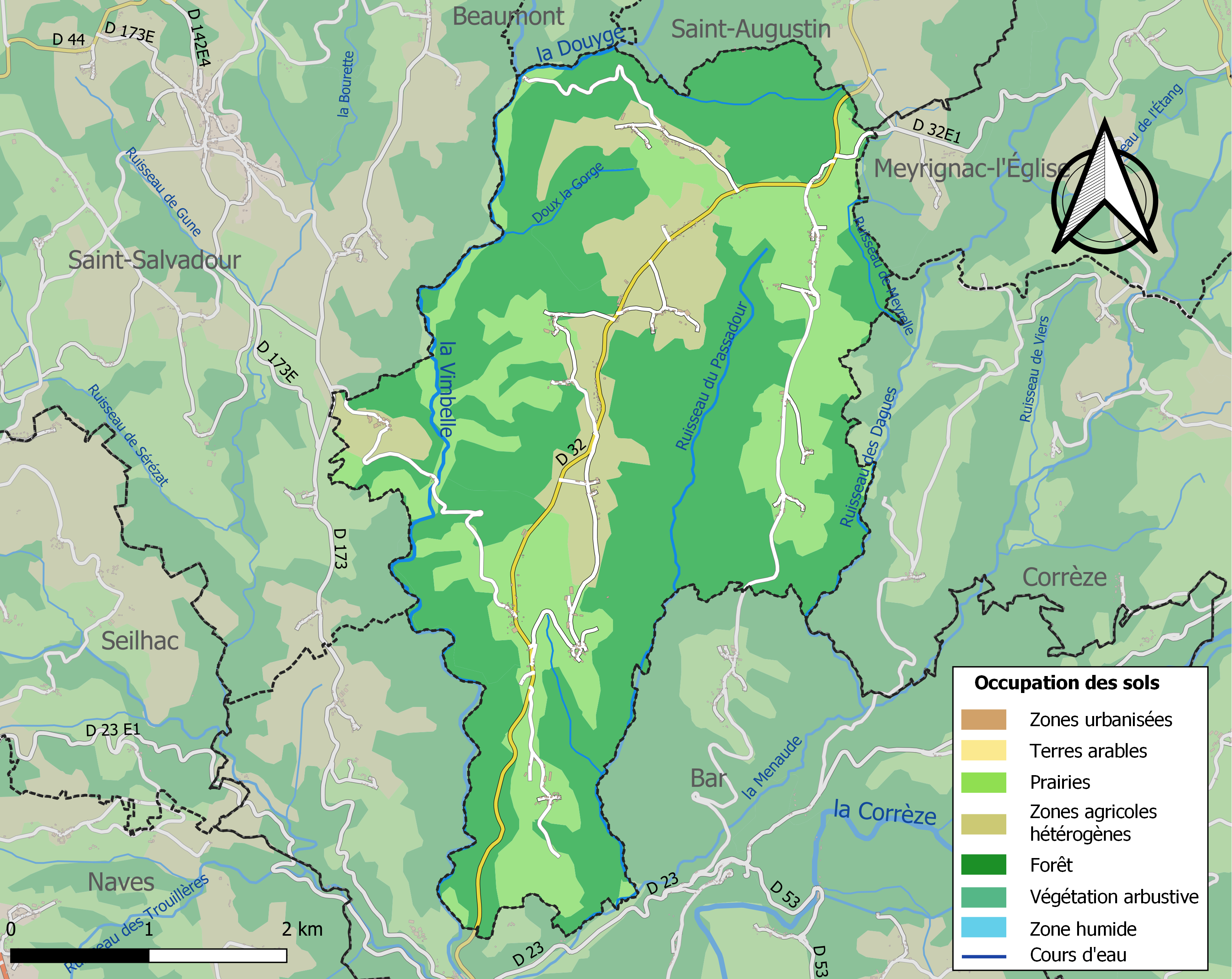
Carte des infrastructures et de l'occupation des sols de la commune en 2018 (CLC).

### Risques majeurs
Le territoire de la commune d'Orliac-de-Bar est vulnérable à différents aléas naturels : météorologiques (tempête, orage, neige, grand froid, canicule ou sécheresse), feux de forêts et séisme (sismicité très faible). Il est également exposé à un risque particulier : le risque de radon. Un site publié par le BRGM permet d'évaluer simplement et rapidement les risques d'un bien localisé soit par son adresse soit par le numéro de sa parcelle.

#### Risques naturels

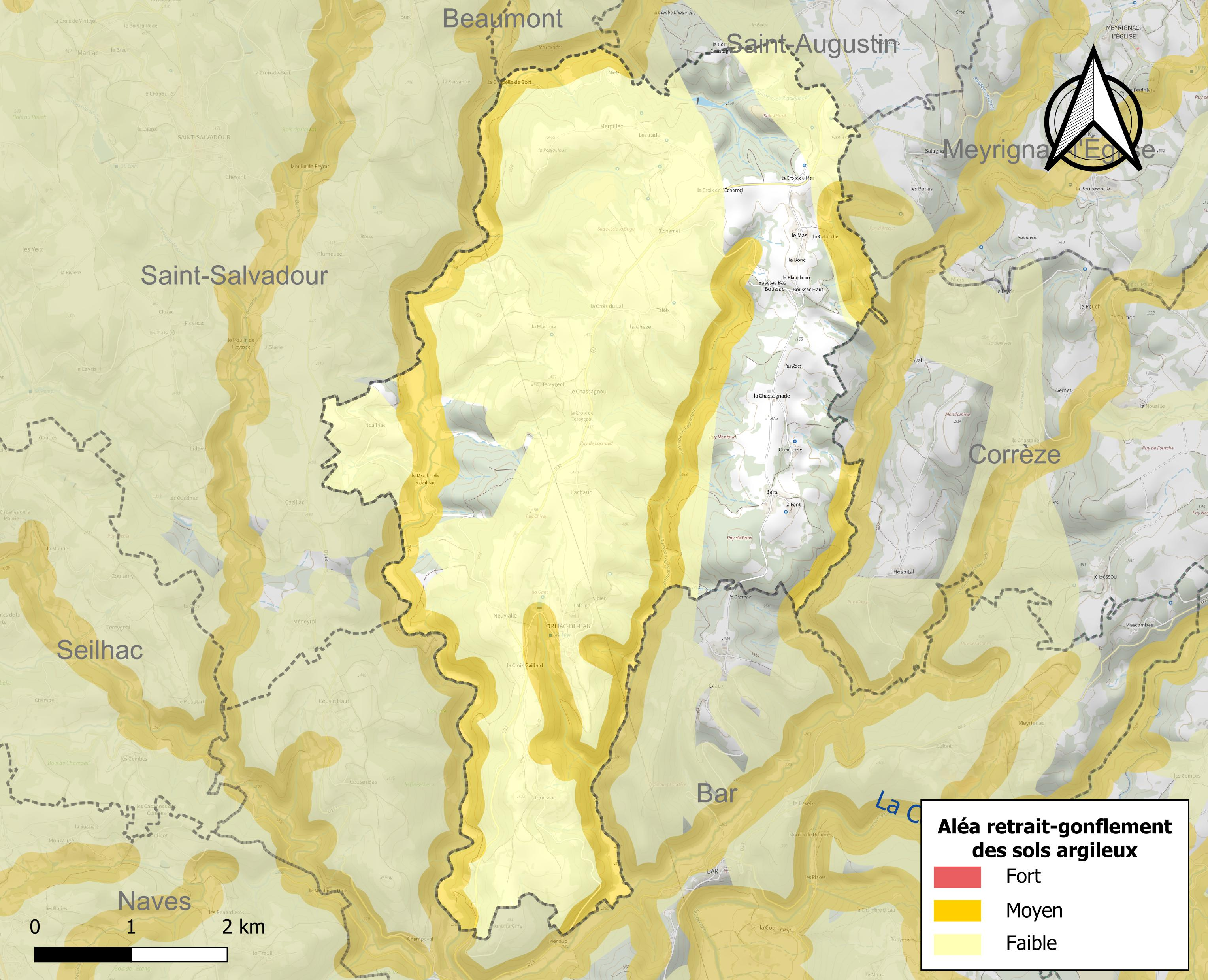
Carte des zones d'aléa retrait-gonflement des sols argileux d'Orliac-de-Bar.

Le retrait-gonflement des sols argileux est susceptible d'engendrer des dommages importants aux bâtiments en cas d’alternance de périodes de sécheresse et de pluie. 21,4 % de la superficie communale est en aléa moyen ou fort (26,8 % au niveau départemental et 48,5 % au niveau national). Sur les 170 bâtiments dénombrés sur la commune en 2019, onze sont en aléa moyen ou fort, soit 6 %, à comparer aux 36 % au niveau départemental et 54 % au niveau national. Une cartographie de l'exposition du territoire national au retrait gonflement des sols argileux est disponible sur le site du BRGM,.
Concernant les feux de forêt, aucun plan de prévention des risques incendie de forêt (PPRIF) n’a été établi en Corrèze, néanmoins le code de l’urbanisme impose la prise en compte des risques dans les documents d’urbanisme. Le périmètre des servitudes d'utilité publique et des zones d'obligation légale de débroussaillement pour les particuliers est quant à lui défini pour la commune dans une carte dédiée. 

#### Risque particulier
Dans plusieurs parties du territoire national, le radon, accumulé dans certains logements ou autres locaux, peut constituer une source significative d’exposition de la population aux rayonnements ionisants. Certaines communes du département sont concernées par le risque radon à un niveau plus ou moins élevé. Selon la classification de 2018, la commune d'Orliac-de-Bar est classée en zone 3, à savoir zone à potentiel radon significatif. 

## Histoire

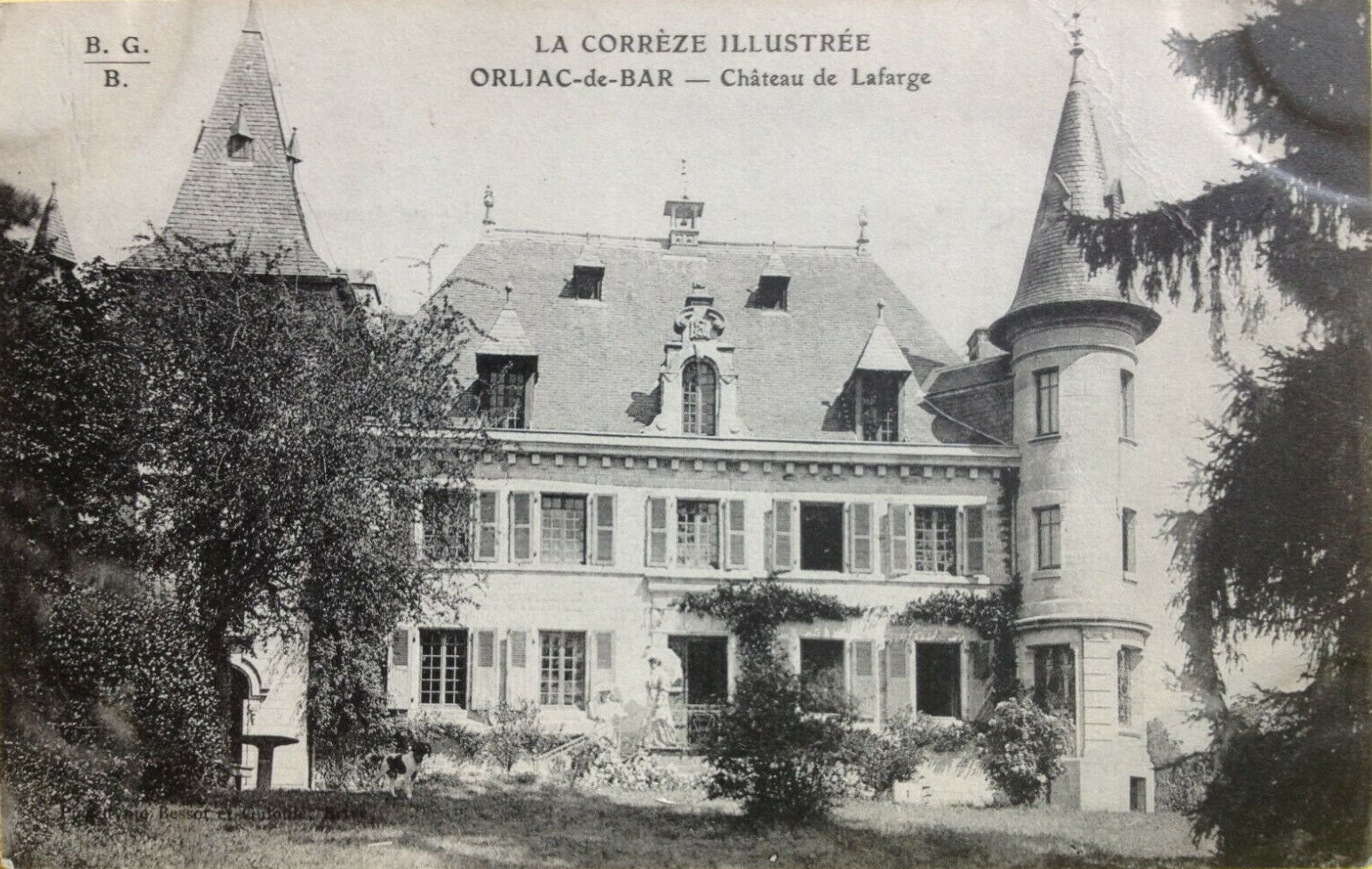
Carte postale du château vers 1910.

## Politique et administration

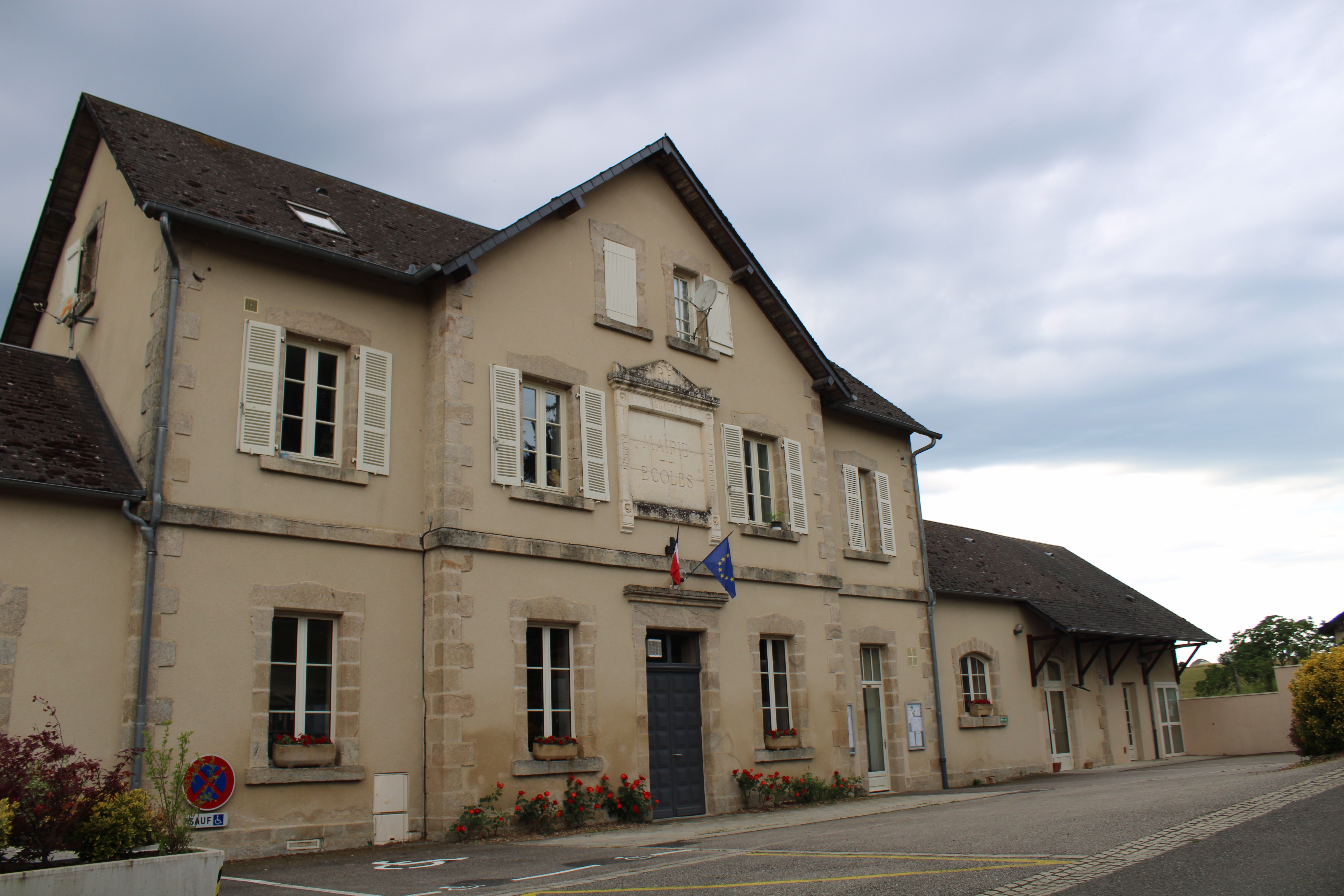
La mairie.

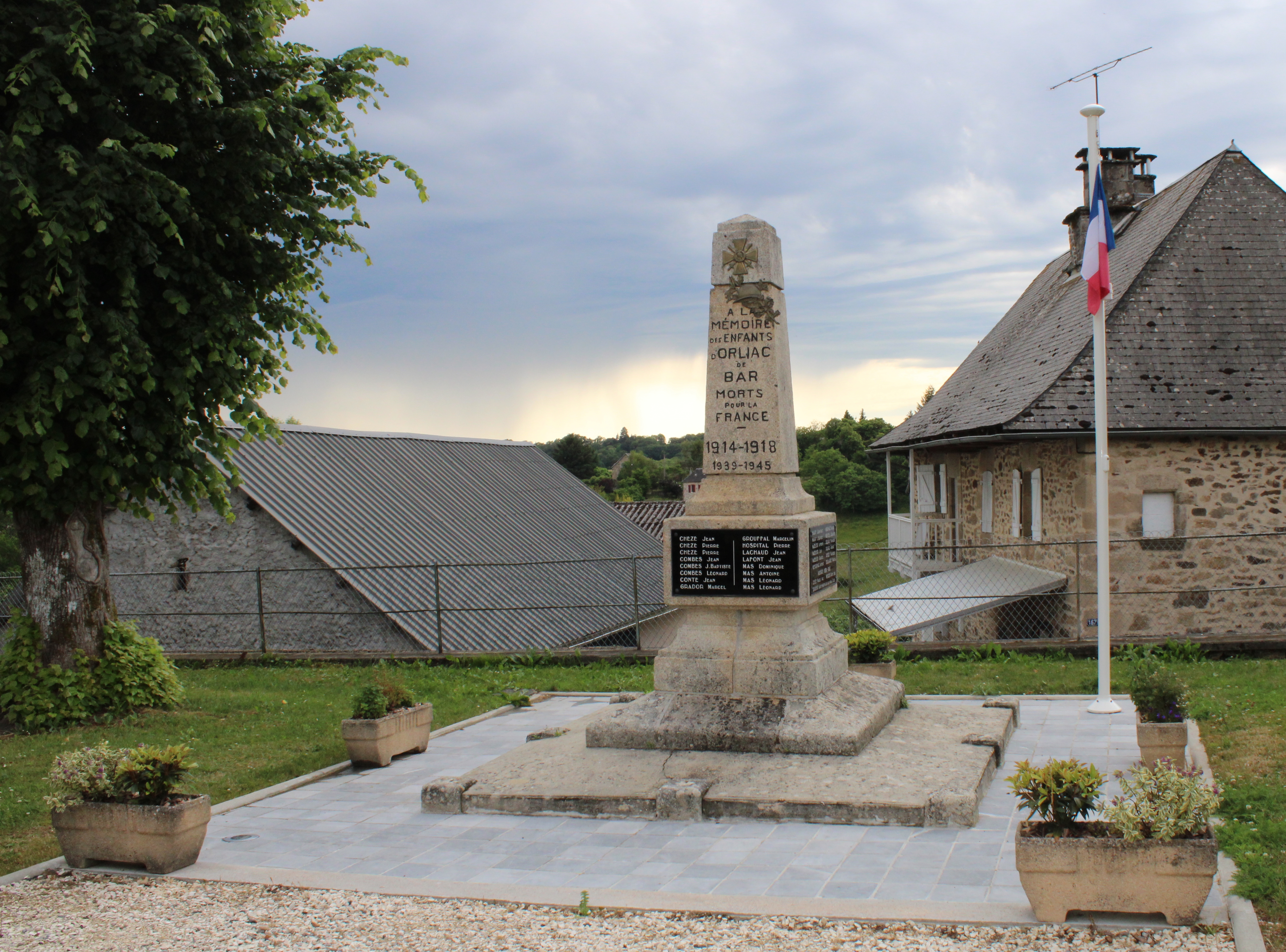
Le monument aux morts.

| Période     | Période  | Identité             | Étiquette | Qualité                                                       |
| ----------- | -------- | -------------------- | --------- | ------------------------------------------------------------- |
| 1792        | 1796     | Antoine Faurie       |           |                                                               |
| 1796        | 1824     | Denis Peschel        |           |                                                               |
| 1824        | 1847     | Jean-Baptiste Vialle |           |                                                               |
| 1847        | 1849     | François Faurie      |           |                                                               |
| 1849        | 1870     | Joseph Leygnac       |           |                                                               |
| 1870        | 1888     | Emmanuel Faurie      |           |                                                               |
| 1888        | 1890     | Gabriel Bousseyrol   |           |                                                               |
| 1888        | 1904     | Guillaume Laygues    |           |                                                               |
| 1904        | 1945     | Antoine Combes       |           |                                                               |
| 1945        | 1965     | Antoine Bordes       |           |                                                               |
| 1965        | 1989     | Emile Mercier        |           |                                                               |
| 1989        | 2014     | Elie Boussayrol      |           |                                                               |
| 2014        | 2020     | Alain Cheze          |           |                                                               |
| 23 mai 2020 | En cours | Bruno Fleury         | SE        | Chef de l'inspection générale de la sécurité civile honoraire |

## Démographie
L'évolution du nombre d'habitants est connue à travers les recensements de la population effectués dans la commune depuis 1793. Pour les communes de moins de 10 000 habitants, une enquête de recensement portant sur toute la population est réalisée tous les cinq ans, les populations de référence des années intermédiaires étant quant à elles estimées par interpolation ou extrapolation. Pour la commune, le premier recensement exhaustif entrant dans le cadre du nouveau dispositif a été réalisé en 2004.

En 2022, la commune comptait 256 habitants, en évolution de −12,33 % par rapport à 2016 (Corrèze : −0,59 %, France hors Mayotte : +2,11 %).
| 1793 | 1800 | 1806 | 1821 | 1831 | 1836 | 1841 | 1846 | 1851 |
| ---- | ---- | ---- | ---- | ---- | ---- | ---- | ---- | ---- |
| 698  | 735  | 703  | 725  | 701  | 786  | 762  | 705  | 745  |

| 1856 | 1861 | 1866 | 1872 | 1876 | 1881 | 1886 | 1891 | 1896 |
| ---- | ---- | ---- | ---- | ---- | ---- | ---- | ---- | ---- |
| 742  | 704  | 681  | 723  | 706  | 649  | 679  | 731  | 715  |

| 1901 | 1906 | 1911 | 1921 | 1926 | 1931 | 1936 | 1946 | 1954 |
| ---- | ---- | ---- | ---- | ---- | ---- | ---- | ---- | ---- |
| 694  | 666  | 610  | 524  | 506  | 474  | 436  | 392  | 334  |

| 1962 | 1968 | 1975 | 1982 | 1990 | 1999 | 2004 | 2006 | 2009 |
| ---- | ---- | ---- | ---- | ---- | ---- | ---- | ---- | ---- |
| 318  | 289  | 253  | 273  | 234  | 231  | 242  | 257  | 268  |

| 2014 | 2019 | 2022 | - | - | - | - | - | - |
| ---- | ---- | ---- | - | - | - | - | - | - |
| 282  | 264  | 256  | - | - | - | - | - | - |

## Lieux et monuments
- L’église Saint-Laurent d’Orliac-de-Bar est citée dès le XIIe siècle dans des écrits historiques mais a été reconstruite au XVe siècle. Elle est dotée d’un portail gothique et de trésors classés au titre des Monuments Historiques : les cloches, le tabernacle baroque du XVIIe à ailes en bois doré, la statue de la Vierge de Pitié du XVe, le reliquaire et la châsse.

### Galerie

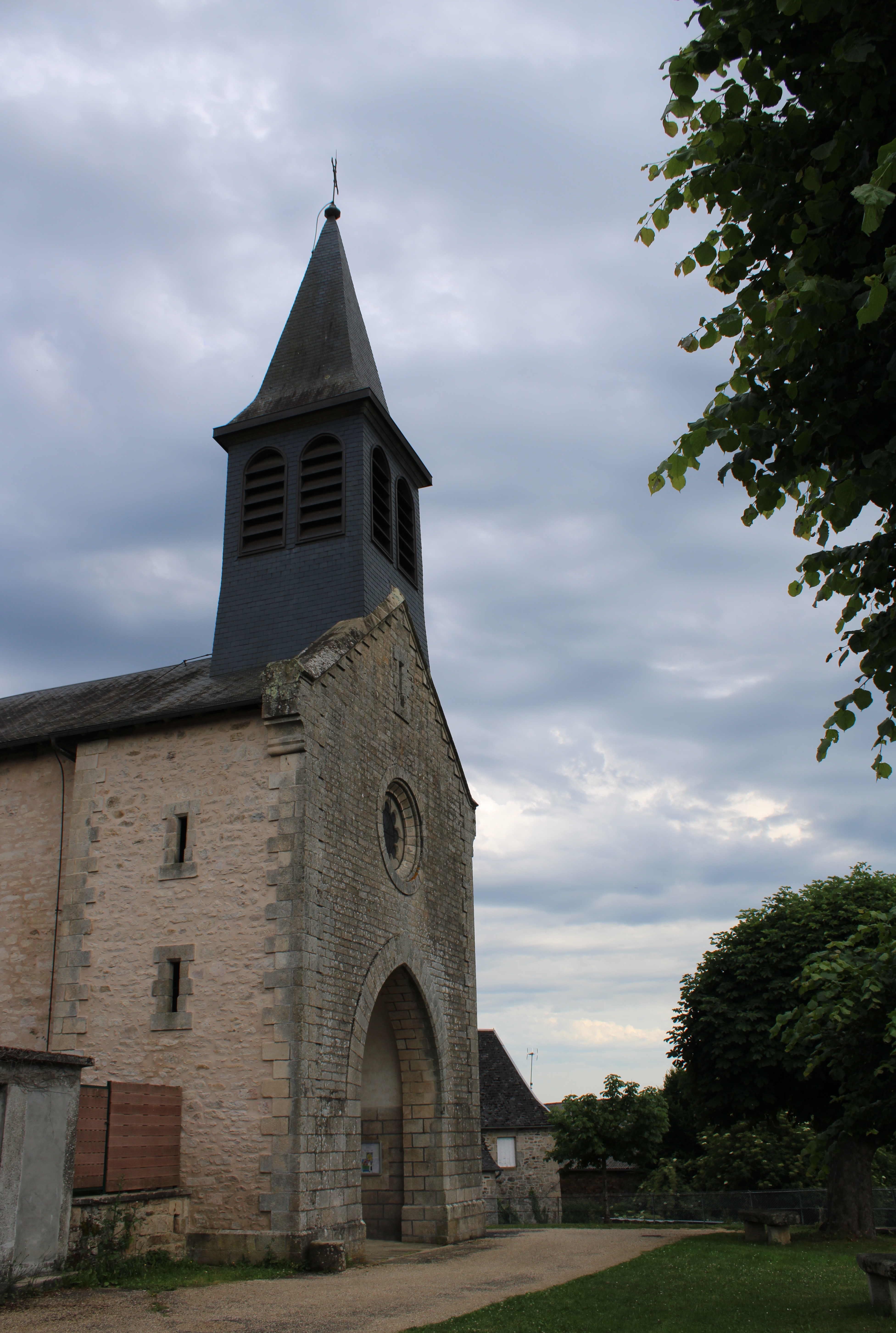
L'église.
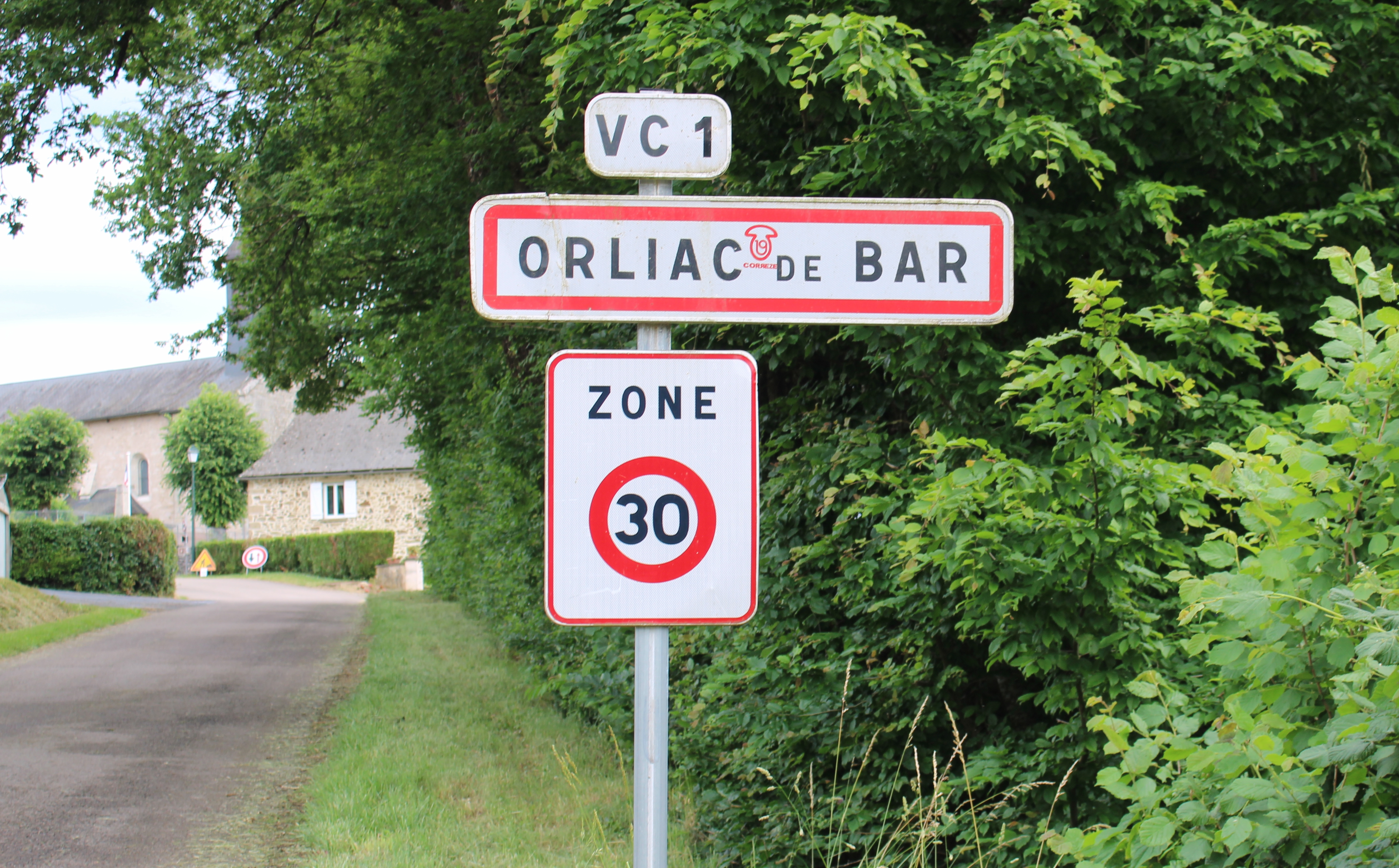
Entrée du village.
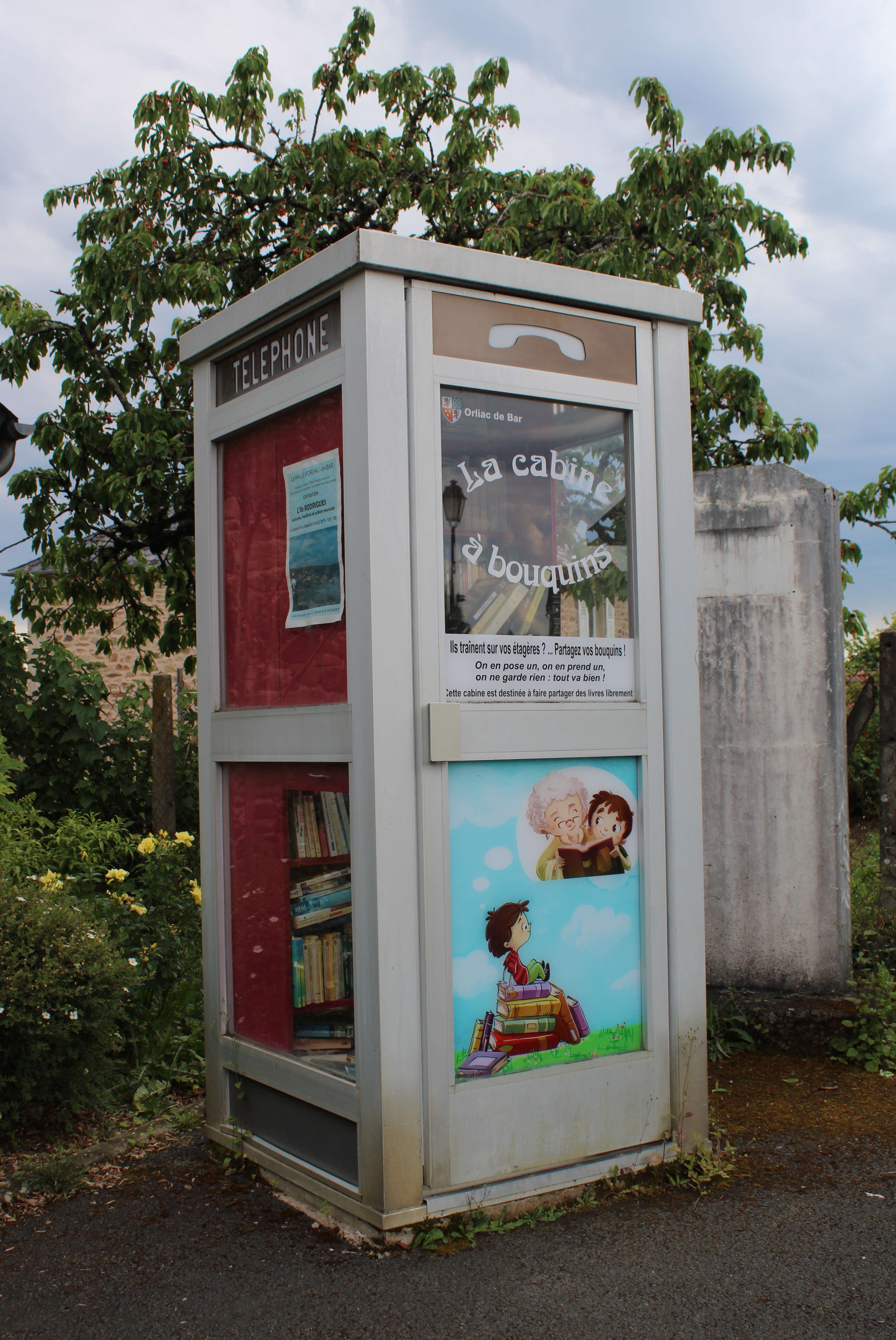
Cabine à livres.
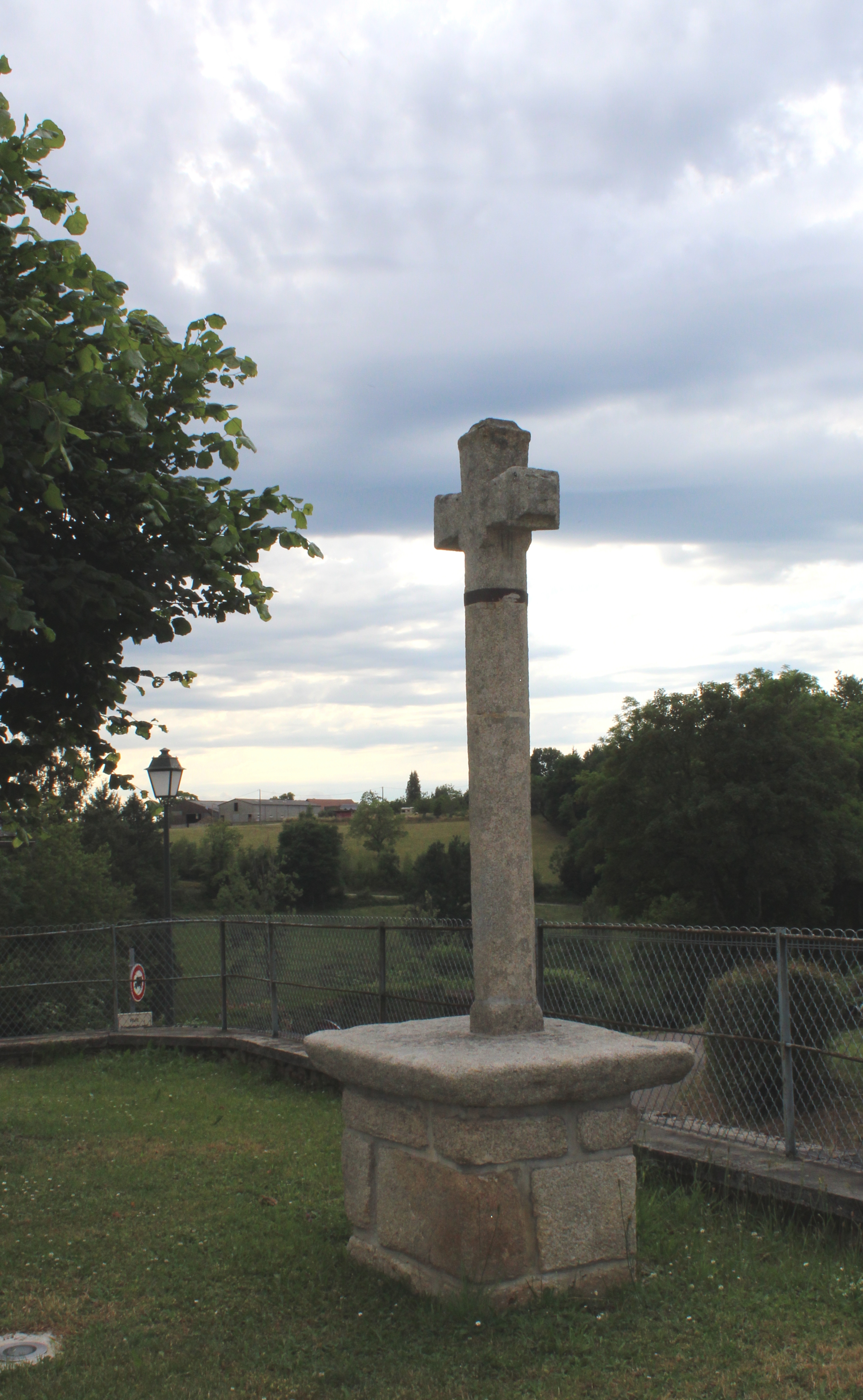
Croix près de l'église.
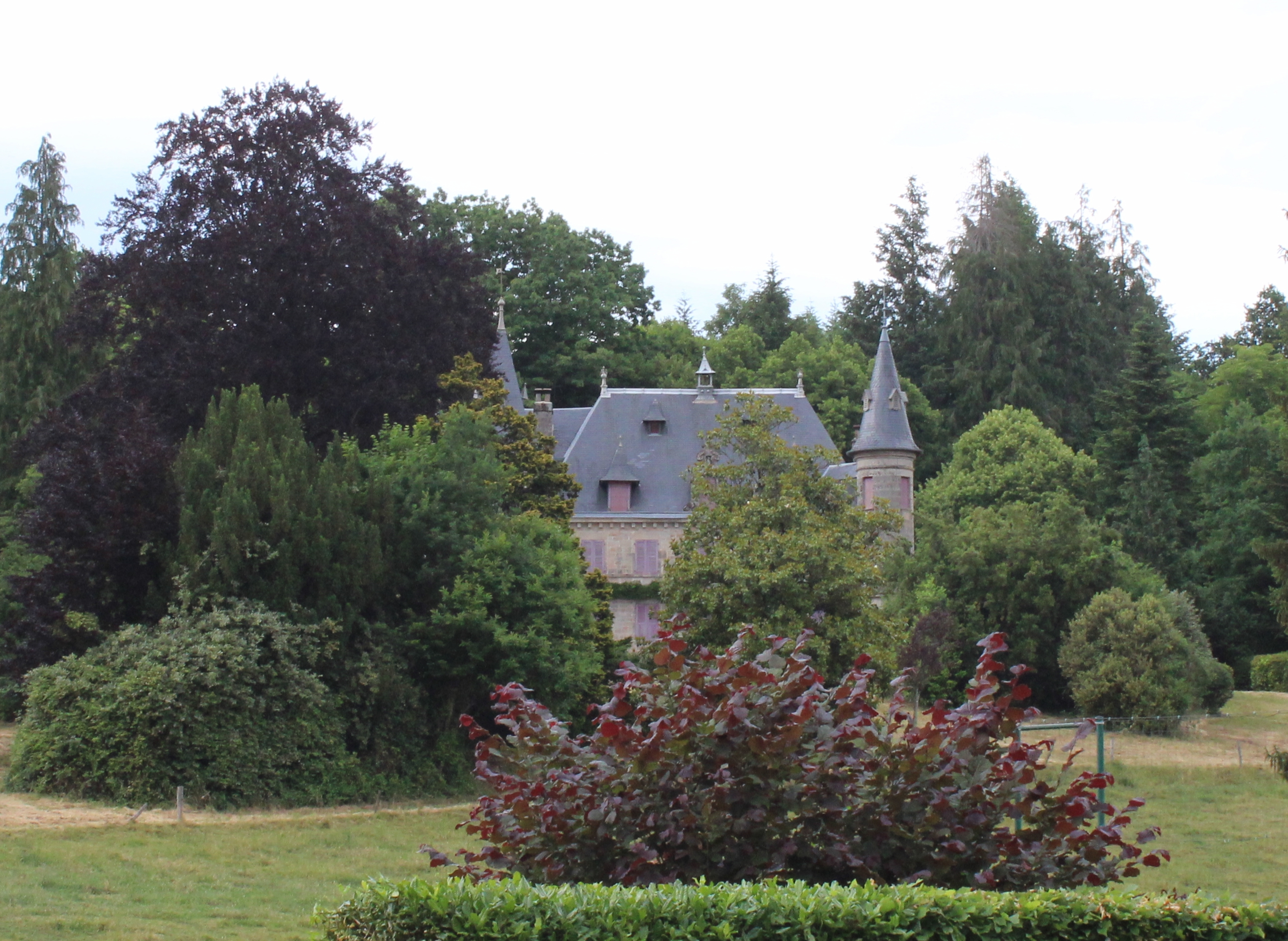
Le château.

## Héraldique
| Blason de Orliac-de-Bar | Blason  | Écartelé : aux 1er et 4e d'argent au lion de gueules, au 2e d'azur treillissé d'or de quatre pièces, clouté de même, au 3e de gueules à trois besants d'or. |
| Blason de Orliac-de-Bar | Détails | Le statut officiel du blason reste à déterminer. |